# Gerda Steinhoff
Gerda Steinhoff (ur. 29 stycznia 1922 w Gdańsku Wrzeszczu, zm. 4 lipca 1946 w Gdańsku) – niemiecka nadzorczyni SS (SS-Aufseherin) w obozie koncentracyjnym Stutthof.

## Życiorys
Mieszkała w Gdańsku przy ówczesnej ulicy Heiligenbrunnerweg 11. Była ewangeliczką. Około roku 1939 pracowała jako służąca w Tiegenhagen, potem pracowała w piekarni w Gdańsku. Do 1944 była konduktorem tramwajowym, 25 stycznia zawarła związek małżeński i wkrótce urodziła dziecko.
W 1944 roku zgłosiła się dobrowolnie do SS do pracy w obozie koncentracyjnym Stutthof. Do 31 października 1944 roku należała do personelu dozorczego SS w obozie „Stutthof SK III” i miała pod „opieką” 400 więźniów. Od 31 października 1944 do 1 grudnia 1944 była SS-Oberaufseherin w obozie koncentracyjnym Danzig Holm (podobozie Stutthofu). Od 1 grudnia 1944 do 18 stycznia 1945 SS-Oberaufseherin w obozie Bromberg-Ost. 25 stycznia 1945 została odznaczona Krzyżem Żelaznym za zasługi jako „nadzorczyni”.
25 maja 1945 została zatrzymana i umieszczona w gdańskim areszcie. Stanęła przed sądem podczas pierwszego procesu załogi Stutthofu (od 25 kwietnia do 1 czerwca 1946). Zarzucono jej, że była brutalną morderczynią i brała udział w selekcji wielu ludzi do komór gazowych. 31 maja 1946 roku została skazana na śmierć.
4 lipca 1946 publicznie powieszona na Biskupiej Górce (niem: Bischofsberg) przy ul. Pohulanka 73 razem z 4 innymi skazanymi kobietami i 6 mężczyznami. Wraz z nią stracone zostały m.in. Elisabeth Becker, Ewa Paradies, Wanda Klaff i Jenny-Wanda Barkmann.